# Lara Pintos
Lara Pintos (La Coruña, 1984) es una artista plástica gallega conocida por su trabajo en pintura e ilustración. Su obra se caracteriza por la exploración poética del espacio desde una perspectiva íntima y cotidiana, abordando tanto interiores como exteriores urbanos.

## Trayectoria profesional
A lo largo de su carrera, Pintos ha expuesto en festivales y galerías, como el Festival Bopart de arte urbano de Barcelona, la Galería Dupla en Santiago de Compostela o la Galería La Catedral en Lugo. Su obra forma parte de colecciones públicas y privadas, incluyendo la Junta de Galicia, la Fundación Antonio Gala, la Universidad Complutense de Madrid y The Working Proof en Nueva York. También ha sido publicada en revistas como Architectural Digest.
Ha recibido el primer premio Xuventude Crea en 2014, el premio Isaac Díaz Pardo de la Diputación Provincial de La Coruña y el III Premio GZ Crea de la Junta de Galicia.
Sus pinturas continúan centrándose en la representación de espacios de tránsito y rincones emblemáticos, investigando la identidad de los espacios habitados y deshabitados.